# 卢瓦罗克桑斯
卢瓦罗克桑斯（法語：Loireauxence，法語發音：[lwaʁoksɑ̃s]），法国西部城市，卢瓦尔河地区大区大西洋卢瓦尔省的一个市镇，隶属于沙托布里扬-昂斯尼区，其市镇面积为118.28平方公里，2022年1月1日时人口数量为7,509人，在法国城市中排名第1,395位。
卢瓦罗克桑斯位于大西洋卢瓦尔省东部，卢瓦尔河右岸。该市镇成立于2016年1月1日，由贝利涅、拉沙佩勒圣索沃尔、拉鲁克西耶尔和瓦拉德四个市镇合并而成，其中瓦拉德为政府驻地。

## 地名来源

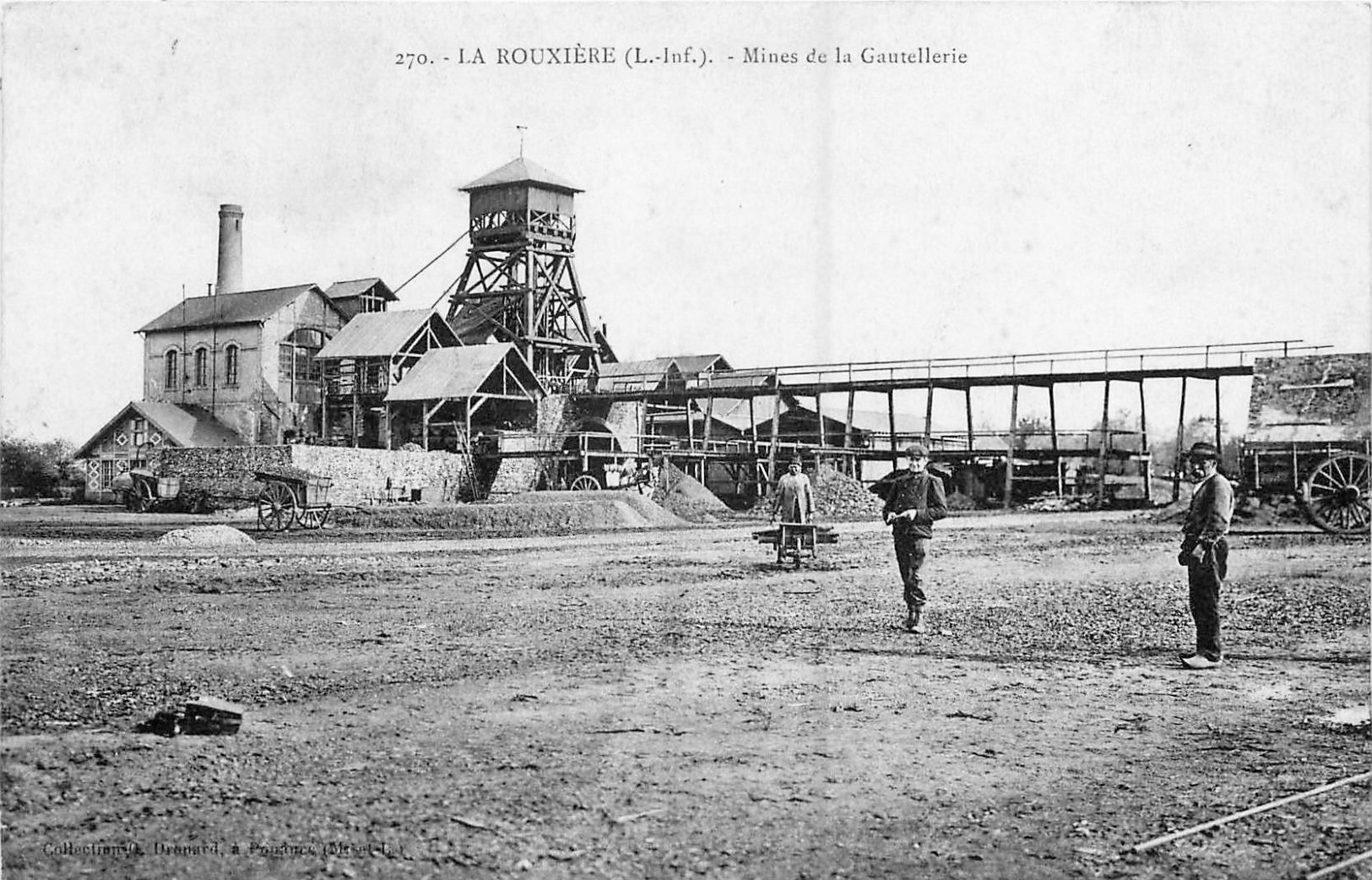
20世纪初拉鲁克西耶尔境内的矿井

“卢瓦罗克桑斯”一名来源于其市镇范围内的两条河流：卢瓦尔河和欧克桑斯河。

## 历史
卢瓦罗克桑斯成立于2016年1月1日，由4个市镇合并而成：贝利涅（Belligné）、拉沙佩勒圣索沃尔（La Chapelle-Saint-Sauveur）、拉鲁克西耶尔（La Rouxière）和瓦拉德（Varades），其中瓦拉德为政府驻地。
瓦拉德建城于公元12世纪，为一处封建领地，法国大革命后成为大西洋卢瓦尔省的一个市镇，工业革命期间，图尔－圣纳泽尔铁路由此通过并设有一个车站，当地出现了一些工业部门。
拉鲁克西耶尔近代因煤矿开采而闻名，但因其煤层规模较小，而未能形成大型市镇。
拉沙佩勒圣索沃尔和贝利涅则长期为普通村落。
| 组成卢瓦罗克桑斯的各个市镇 |        |        |                  |              |
| 市镇                       | 瓦拉德 | 贝利涅 | 拉沙佩勒圣索沃尔 | 拉鲁克西耶尔 |
| 法语名                     |        |        |                  |              |
| 图片                       |        |        |                  |              |
| 人口 （2013年）            | 3,605  | 1,814  | 804              | 1,087        |
| 面积 （km²）               | 45.82  | 32.8   | 18.7             | 20.96        |
| 市镇编码                   | 44213  | 44011  | 44034            | 44147        |

## 地理

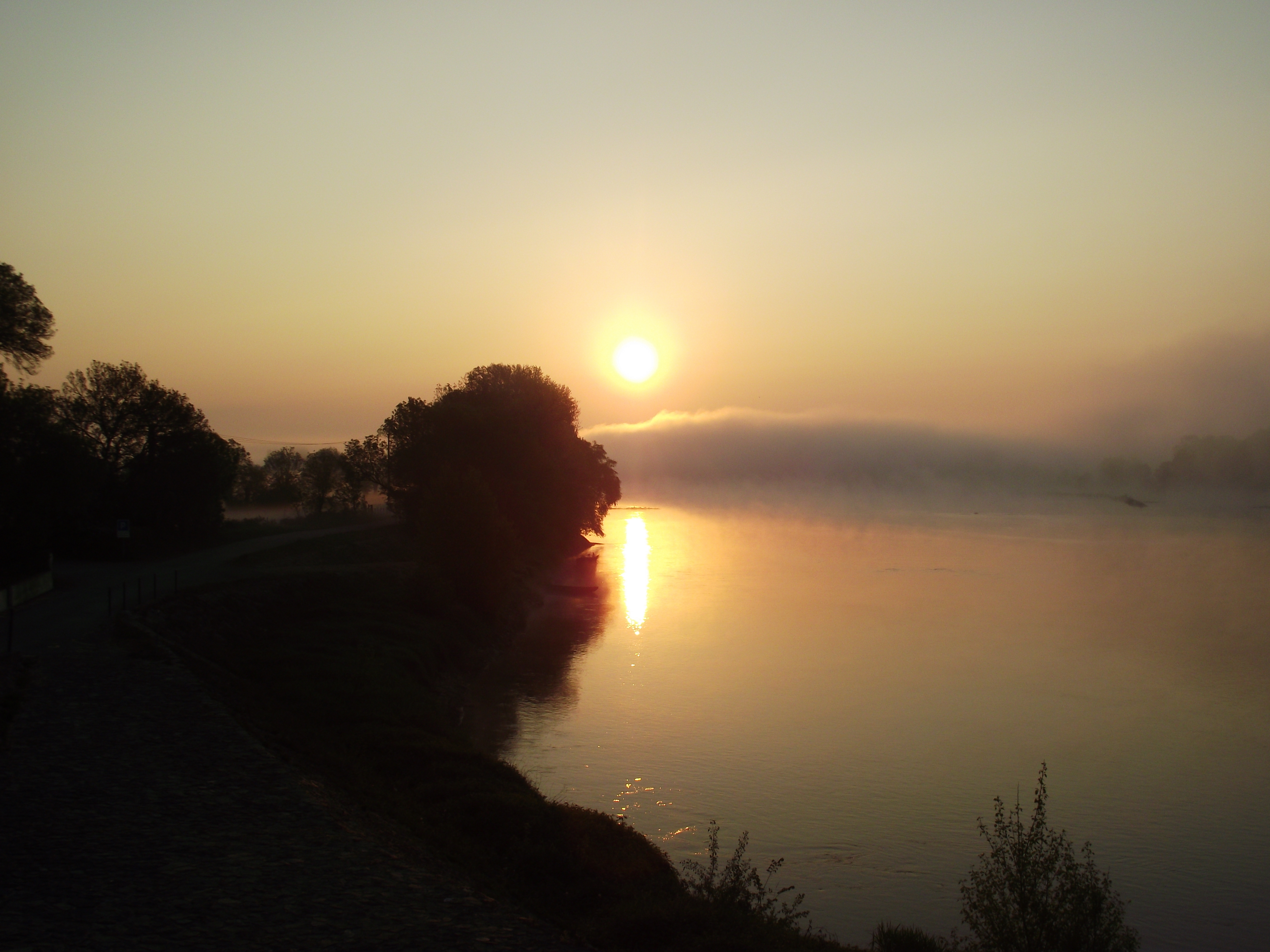
卢瓦尔河卢瓦罗克桑斯区

卢瓦罗克桑斯位于法国西部，卢瓦尔河地区大区中部偏西和大西洋卢瓦尔省东部，距离省会南特大约53公里。与卢瓦罗克桑斯接壤的市镇包括：蒙特勒莱、卢瓦尔河畔韦尔、拉罗什布朗什、瓦勒代德尔欧桑斯、瓦隆德莱德尔、卢瓦尔河畔安格朗德勒弗雷讷、卢瓦尔河畔莫日。

### 地形
卢瓦罗克桑斯位于卢瓦尔河谷下游地区，境内以平原为主，地势自卢瓦尔河岸向北侧略有抬升，全境海拔在7到74米之间。

### 水文
卢瓦尔河干流流经境内，该河是法国本土最长的河流；欧克桑斯河则自西向东流经市镇范围北部。

### 植被
卢瓦罗克桑斯属于温带落叶林区，林地广泛分布于河流附近。

### 气候
卢瓦罗克桑斯在柯本气候分类法中属于温带海洋性气候。

## 行政区划
卢瓦罗克桑斯是法国卢瓦尔河地区大区大西洋卢瓦尔省的一个市镇，编号为44213。卢瓦罗克桑斯隶属于沙托布里扬-昂斯尼区、大西洋卢瓦尔省第六选区和昂斯尼县，同时也是昂斯尼地区市镇公共社区的组成部分。
法国国家统计与经济研究所（简称）在进行数据统计时，将卢瓦罗克桑斯及相邻的另外11个市镇设为昂斯尼-圣热雷翁城市辐射区。

## 交通

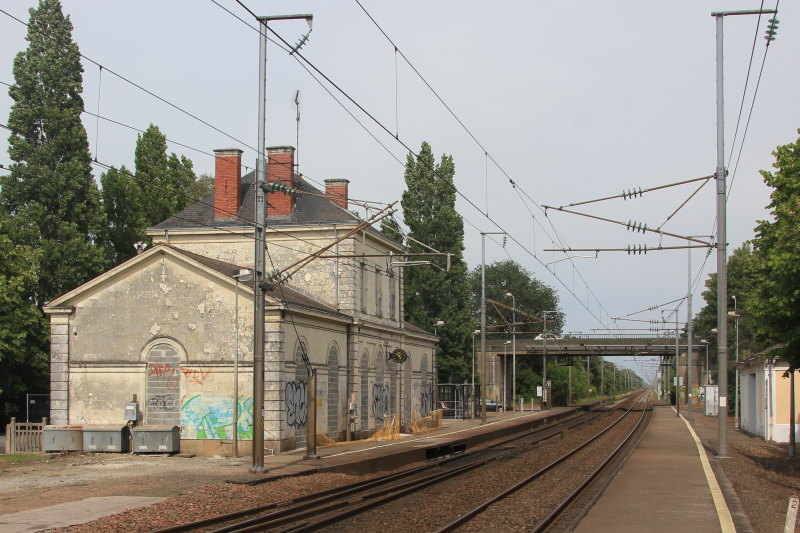
瓦拉德-旧圣弗洛朗火车站

### 公路
多条大西洋卢瓦尔省省道在卢瓦罗克桑斯境内交汇，卢瓦尔河地区大区下属的城际客运提供巴士线路，可前往周边部分市镇。
2017年，81.3%的卢瓦罗克桑斯家庭拥有至少一辆的私人汽车。2018年，卢瓦罗克桑斯境内共发生各类交通事故1起，造成1人遇难。

### 铁路
卢瓦罗克桑斯位于图尔－圣纳泽尔铁路上。瓦拉德-旧圣弗洛朗站位于瓦拉德市中心，停靠往返于南特和昂热一线的区域列车。

### 航空
距离卢瓦罗克桑斯最近的民用航空站为南特建成，距离卢瓦罗克桑斯市中心的公路里程约60公里。

### 城市公共交通
卢瓦罗克桑斯暂无城市公共交通系统。

## 政治

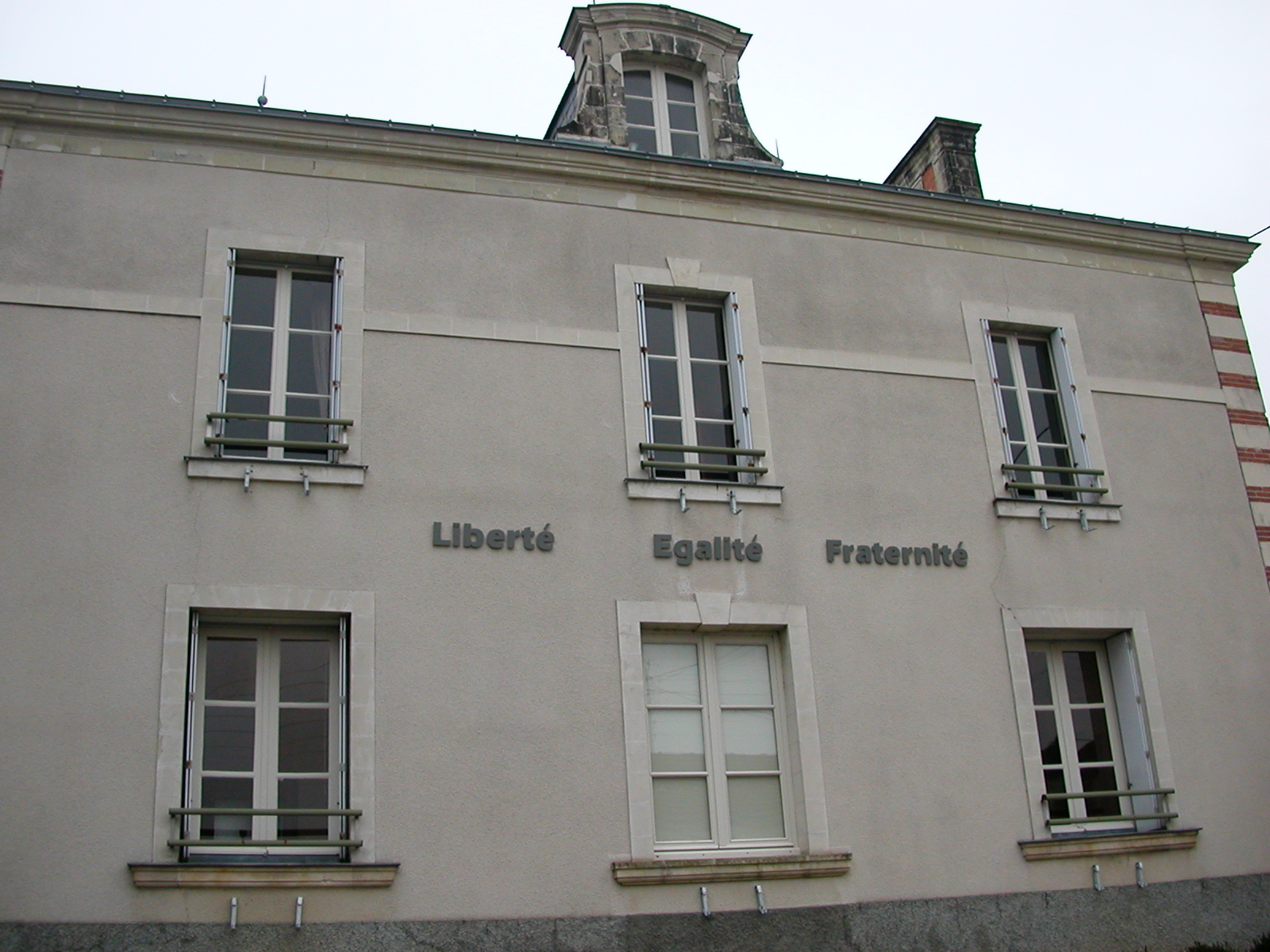
卢瓦罗克桑斯市政厅

卢瓦罗克桑斯的现任市长为克里斯蒂娜·布朗谢女士（Christine Blanchet），她是一名无党籍人士，在2020年的市政选举中获得了74.62%的支持率。
在2017年的法国总统大选中，法国第25任总统埃马纽埃尔·马克龙在卢瓦罗克桑斯获得了66.39%的支持率。

## 人口
2017年，卢瓦罗克桑斯市镇人口数量为7,522，在法国排名第1,395位。其中男性3,761人，女性3,761人，75岁及以上人口占8%，外籍人口数量为1,221人，人口密度为164人/平方公里，当地居民被称为（男性）或（女性）。2018年，卢瓦罗克桑斯境内出生83人，死亡63人。
| 卢瓦罗克桑斯1936－2018年人口变化情况 | 卢瓦罗克桑斯1936－2018年人口变化情况 | 卢瓦罗克桑斯1936－2018年人口变化情况 | 卢瓦罗克桑斯1936－2018年人口变化情况 | 卢瓦罗克桑斯1936－2018年人口变化情况 | 卢瓦罗克桑斯1936－2018年人口变化情况 | 卢瓦罗克桑斯1936－2018年人口变化情况 | 卢瓦罗克桑斯1936－2018年人口变化情况 | 卢瓦罗克桑斯1936－2018年人口变化情况 | 卢瓦罗克桑斯1936－2018年人口变化情况 | 卢瓦罗克桑斯1936－2018年人口变化情况 | 卢瓦罗克桑斯1936－2018年人口变化情况 | 卢瓦罗克桑斯1936－2018年人口变化情况 | 卢瓦罗克桑斯1936－2018年人口变化情况 |       |
| 来源：Cassini、INSEE                 | 来源：Cassini、INSEE                 | 来源：Cassini、INSEE                 | 来源：Cassini、INSEE                 | 来源：Cassini、INSEE                 | 来源：Cassini、INSEE                 | 来源：Cassini、INSEE                 | 来源：Cassini、INSEE                 | 来源：Cassini、INSEE                 | 来源：Cassini、INSEE                 | 来源：Cassini、INSEE                 | 来源：Cassini、INSEE                 | 来源：Cassini、INSEE                 | 来源：Cassini、INSEE                 |       |
| 原市镇                               | 1936                                 | 1946                                 | 1954                                 | 1962                                 | 1968                                 | 1975                                 | 1982                                 | 1990                                 | 1999                                 | 2004                                 | 2009                                 | 2013                                 | 2016                                 | 2018  |
| ------------------------------------ | ------------------------------------ | ------------------------------------ | ------------------------------------ | ------------------------------------ | ------------------------------------ | ------------------------------------ | ------------------------------------ | ------------------------------------ | ------------------------------------ | ------------------------------------ | ------------------------------------ | ------------------------------------ | ------------------------------------ | ----- |
| 贝利涅                               | 1,553                                | 1,481                                | 1,462                                | 1,464                                | 1,418                                | 1,292                                | 1,324                                | 1,430                                | 1,453                                | 1,646                                | 1,750                                | 1,814                                | 7,540                                | 7,501 |
| 拉沙佩勒圣索沃尔                     | 765                                  | 764                                  | 756                                  | 684                                  | 664                                  | 617                                  | 596                                  | 618                                  | 627                                  | 727                                  | 790                                  | 804                                  | 7,540                                | 7,501 |
| 拉鲁克西耶尔                         | 953                                  | 973                                  | 961                                  | 977                                  | 962                                  | 840                                  | 804                                  | 773                                  | 877                                  | 889                                  | 985                                  | 1,087                                | 7,540                                | 7,501 |
| 瓦拉德                               | 2,624                                | 2,992                                | 2,669                                | 2,565                                | 2,741                                | 2,882                                | 2,929                                | 3,039                                | 3,193                                | 3,403                                | 3,518                                | 3,605                                | 7,540                                | 7,501 |

## 经济
卢瓦罗克桑斯是一个区域性的中心城市，（大型超市）、（家禽养殖）及（金属材料）是当地2019年营业额最高的三个企业，分别为29,079,325欧元、13,679,947欧元和10,146,599欧元。

## 财政收入
2019年，卢瓦罗克桑斯的财政收入总额为7,633,010欧元，财政支出总额为7,147,740欧元，当年的债务总额为4,151,570欧元。
2015年，卢瓦罗克桑斯的人均月收入总额为2,137欧元，其中高级职员为4,262欧元，中级职员为2,422欧元，普通职员为1,798欧元。
2017年，卢瓦罗克桑斯境内的青壮年（15至64岁）失业率为9.2%，当地44.9%的家庭拥有纳税资格。

## 社会事务

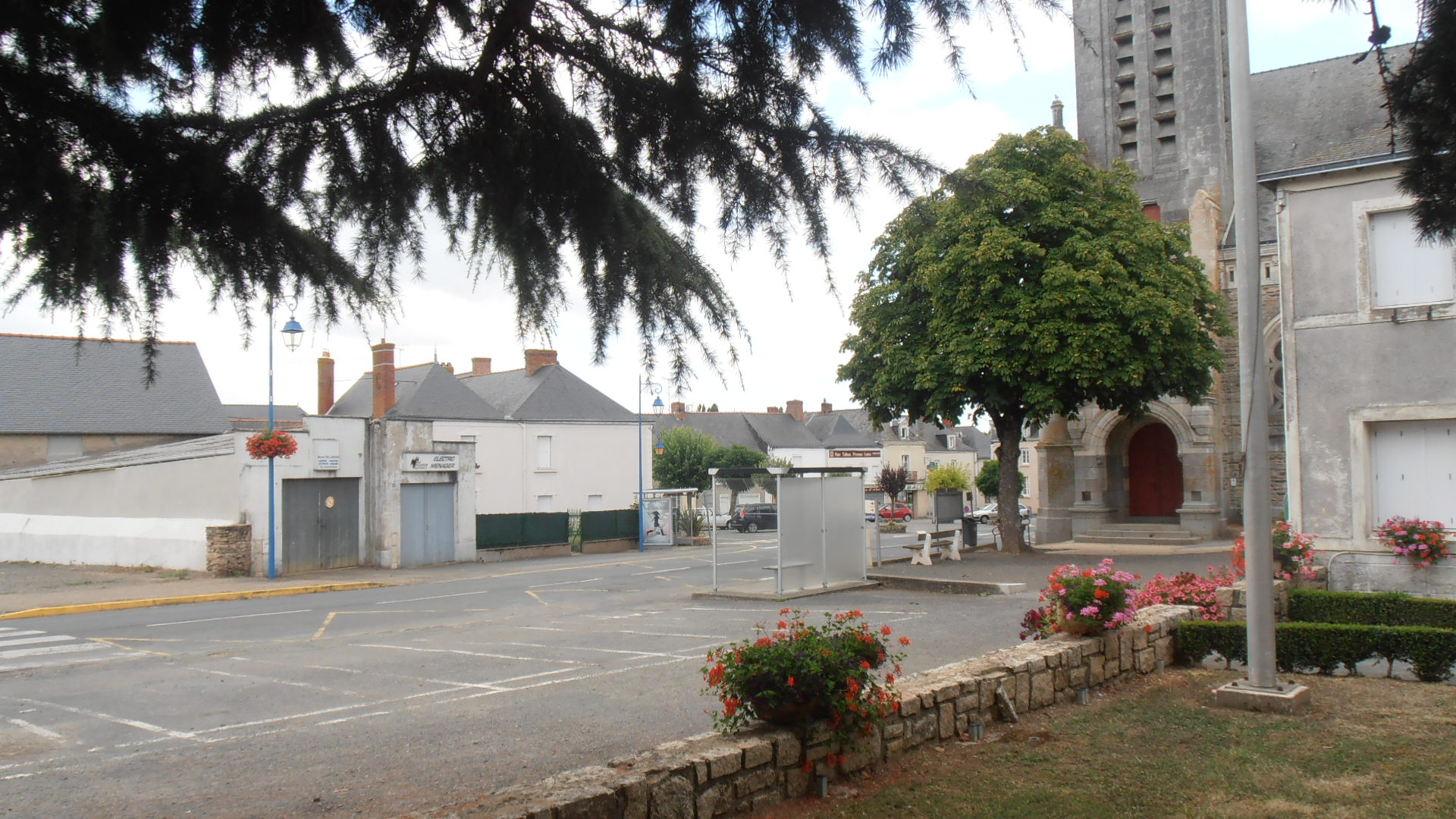
贝利涅市中心

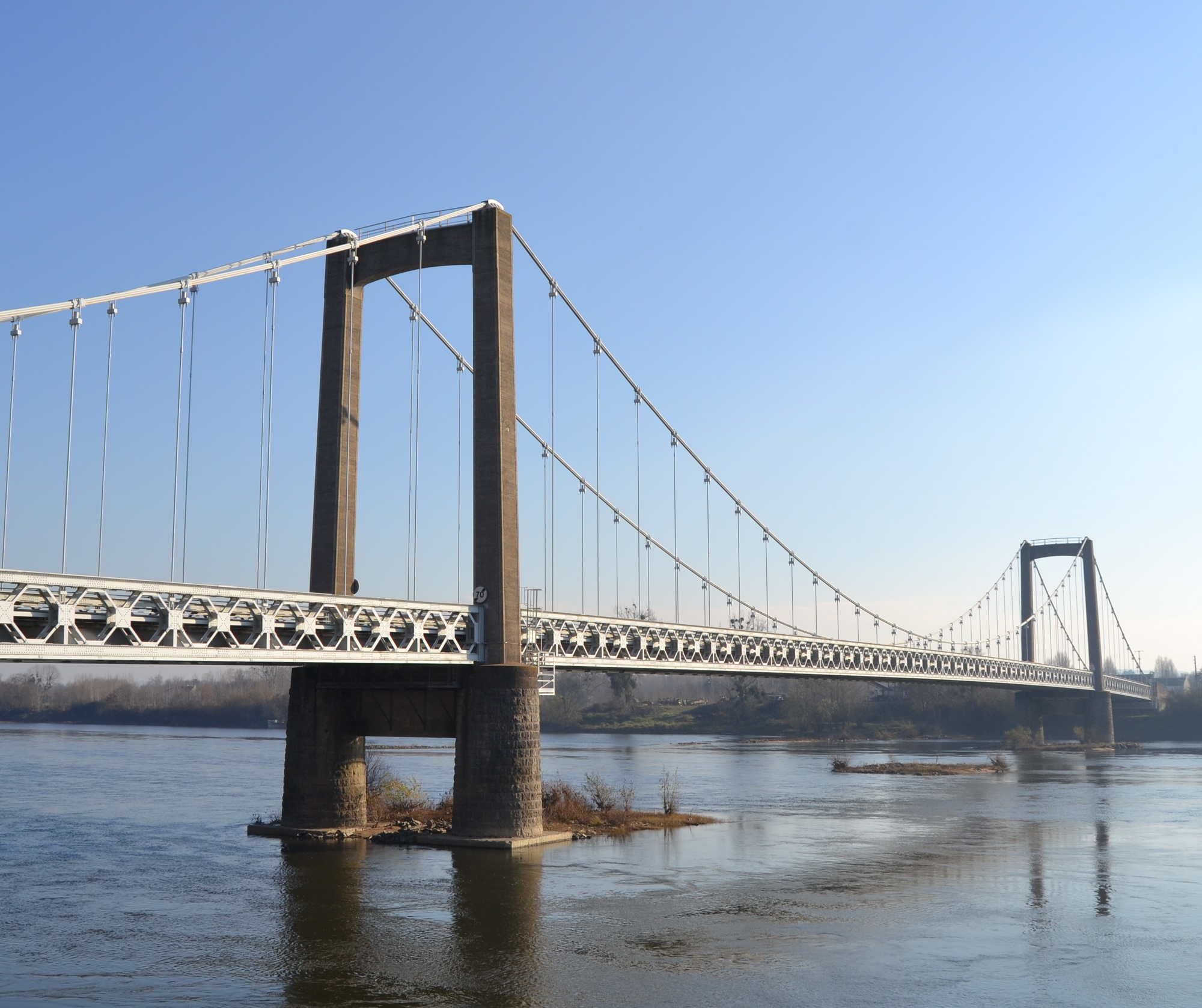
横跨卢瓦尔河的吊桥

### 教育
卢瓦罗克桑斯属于南特学区。截止2019年1月1日，卢瓦罗克桑斯境内共有1所幼儿园、7所小学和1所初级中学。2018至2019学年度，卢瓦罗克桑斯境内共有在校中等教育阶段学生212名。

### 医疗
截止2019年1月1日，卢瓦罗克桑斯境内共有全科医生4名、保健师10名、牙医3名和护士4名。境内共有药房2家、养老院2家、残疾人帮扶中心2家。
卢瓦罗克桑斯是“埃德尔-卢瓦尔中心医院”（Centre hospitalier Erdre et Loire）的服务范围，后者是法国的一个区域性医疗机构，其主病区位于昂斯尼市区，设有床位150个，是当地规模最大的公立综合性医院。

### 住房
2017年，卢瓦罗克桑斯境内共有各类住房3,536套，其中91.6%为独立式居民区，7.9%为集中式居民区。常住房屋占卢瓦罗克桑斯市镇范围内居民建筑总量的87.9%。

### 商业
2019年，卢瓦罗克桑斯境内共有各类实体商铺162家，其中餐厅10家、大型超市2家、杂货店4家、面包房4家、肉铺2家、银行门店4家、美容美发店9家、汽车维修店18家。瓦拉德市中心东北部建有大型开放式商业街区。

### 体育
2019年，卢瓦罗克桑斯境内共有1家游泳池、2间体育馆、1座综合体育场、6处网球场、1处马术场、5处足球或橄榄球场、1处篮球或排球场以及0处高尔夫球场。
卢瓦罗克桑斯足球俱乐部（G.F. Loireauxence）是当地的一支足球队，2020至2021赛季参加大西洋卢瓦尔省足球联赛。

### 环境
卢瓦罗克桑斯的环境事务由其所属的公共社区负责。2019年，卢瓦罗克桑斯境内暂无污染企业。

### 治安
2019年，卢瓦罗克桑斯市镇范围内有1处宪兵队。
2014年，卢瓦罗克桑斯及附近地区共发生各类案件2,619起，其中盗窃类案件1,798起，经济类案件254起，毒品交易类案件85起。

## 文化
2019年，卢瓦罗克桑斯境内暂无公共文化设施。卢瓦罗克桑斯市政府提供多媒体中心，向公众全年开放。

### 建筑
卢瓦罗克桑斯境内有多处法国国家文物保护单位。

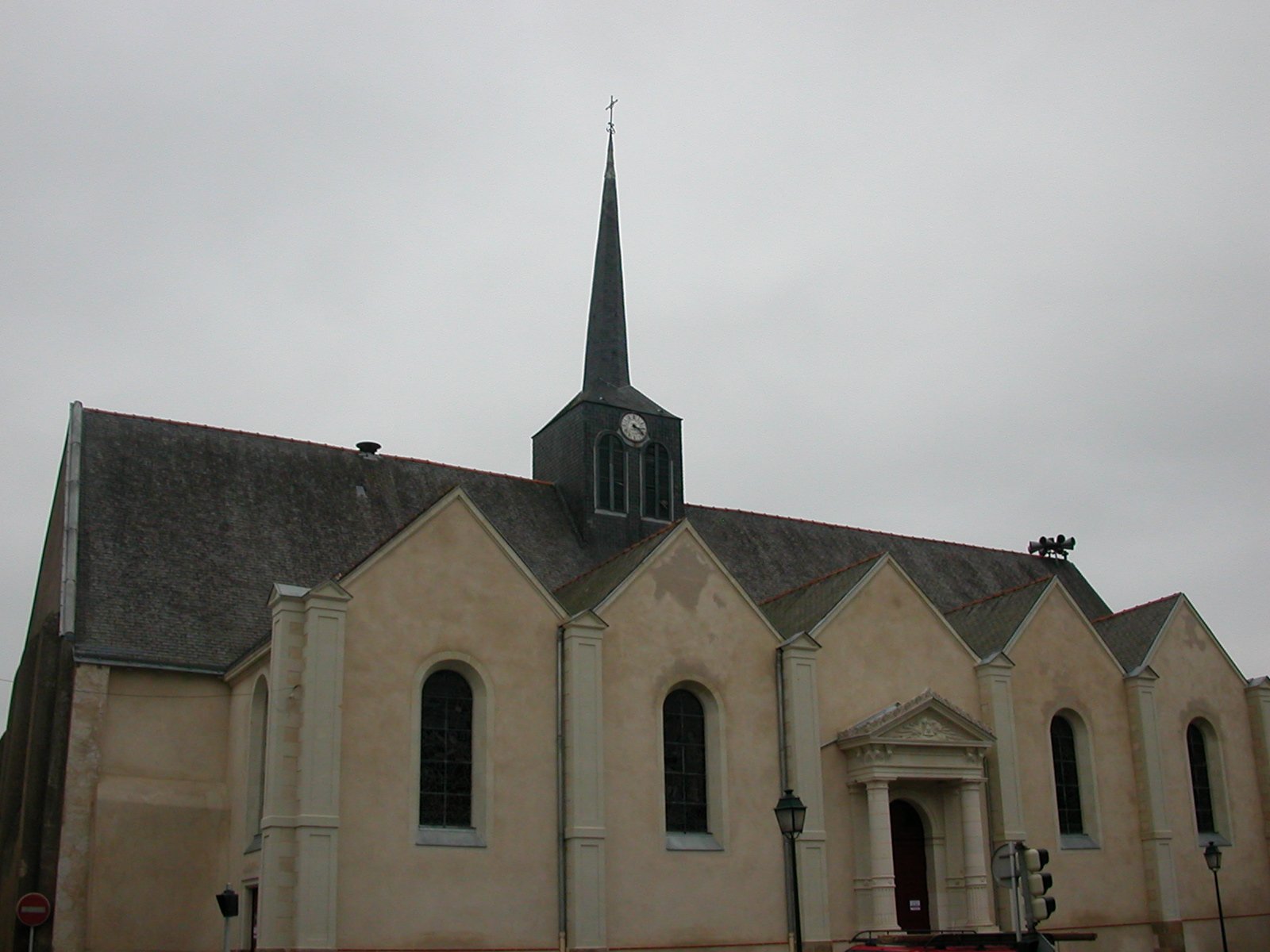
瓦拉德教堂
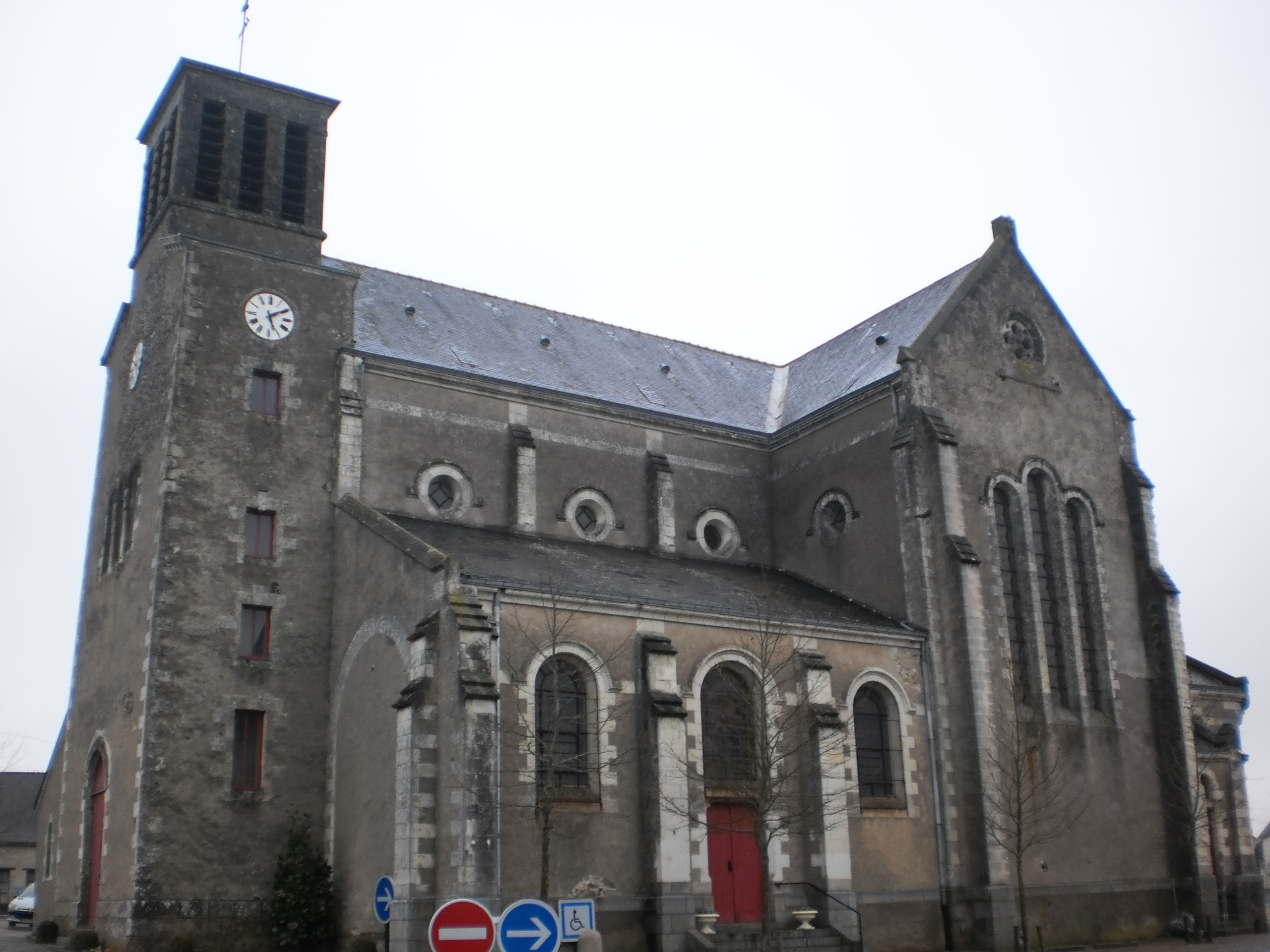
圣索沃尔教堂
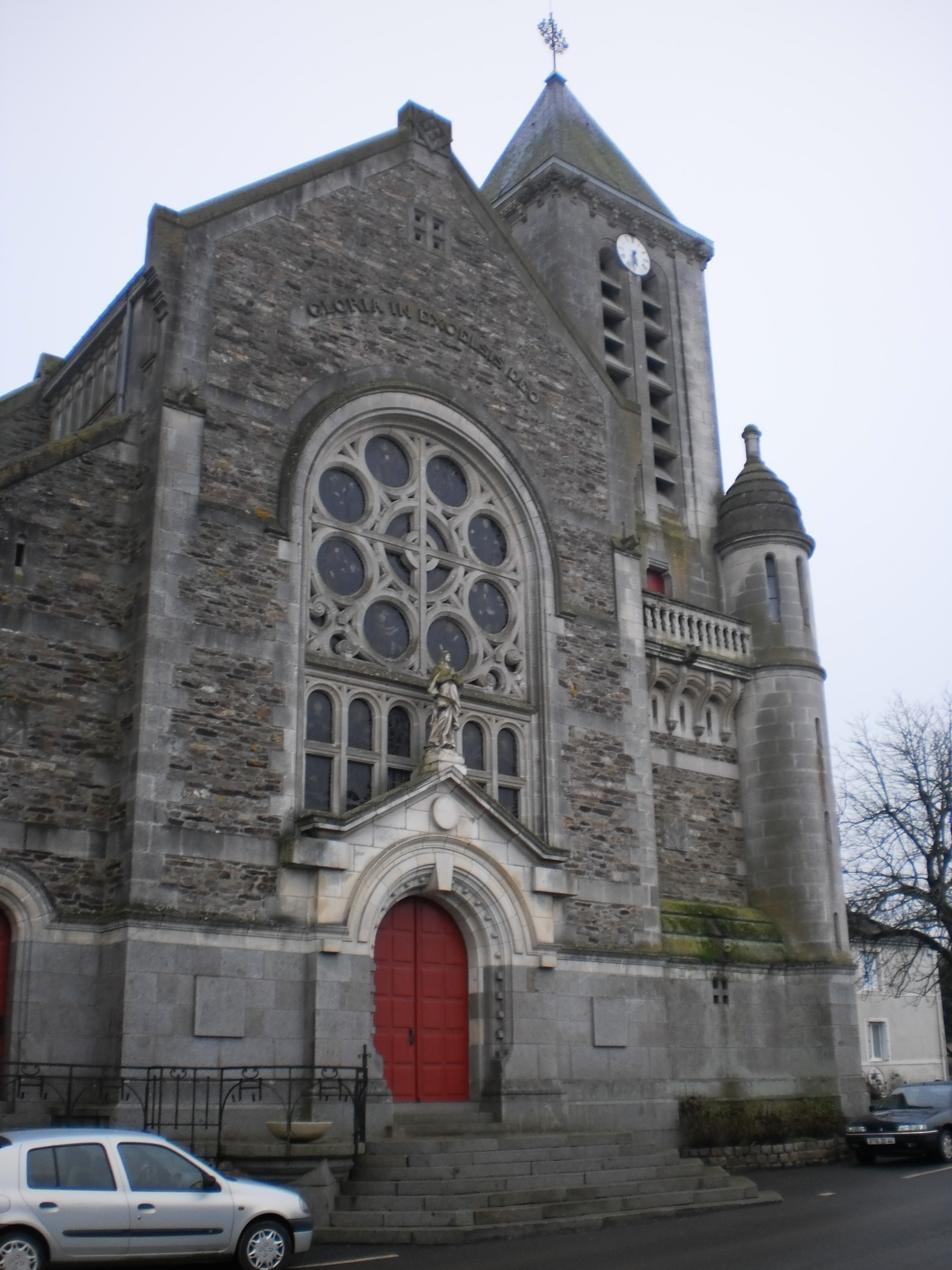
贝利涅圣马丁教堂
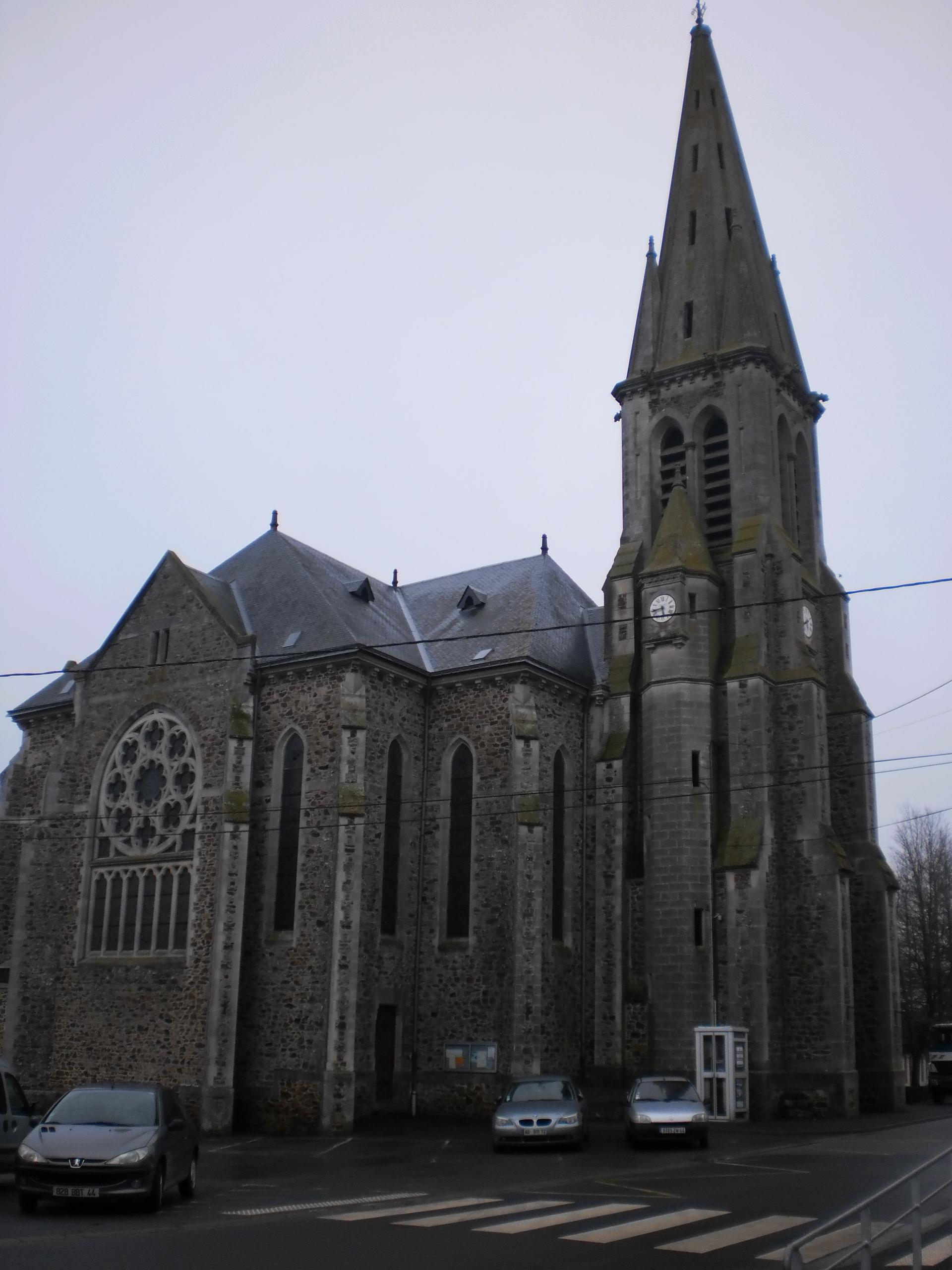
圣埃尔姆兰教堂

### 旅游
卢瓦罗克桑斯的旅游事务由其所属的公共社区负责。2020年，卢瓦罗克桑斯境内共有1家宾馆共计7间房间；另有1个露营地，可容纳共100辆露营车。

### 媒体
法国主要的媒体均可在卢瓦罗克桑斯接收，法国电视三台下属的卢瓦尔河地区大区频道在部分时段播出卢瓦罗克桑斯所属区域的地方新闻。

## 友好城市
截至2021年1月，卢瓦罗克桑斯暂未建立任何友好城市关系。